# Tisbe clodiensis
Tisbe clodiensis är en kräftdjursart som beskrevs av Battaglia och Fava 1968. Tisbe clodiensis ingår i släktet Tisbe och familjen Tisbidae. Inga underarter finns listade i Catalogue of Life.